# Färjestad BK
Färjestad BK (tidligere Färjestads BK), FBK, eller i daglig tale bare Färjestad, er en ishockeyklub beliggende i Karlstad, Värmlands län i Sverige der spiller i den bedste svenske række, elitserien. Man spiller sine hjemmekampe i Löfbergs Lila Arena som har plads til 8250 tilskuere.
Klubben blev stiftet i 1932 og fik ishockey på programmet i 1956. Klubben er en af de absolut største klubber i Sverige og indtager i øjeblikket førstepladsen i svensk ishockeys marathon-tabel. Man har vundet det svenske mesterskab 9 gange, senest i 2011.

## Svenske mesterskaber
- 1981
- 1986
- 1988
- 1997
- 1998
- 2002
- 2006
- 2009
- 2011

## Danske spillere
- Jesper Duus (1987-1996)
- Jesper B. Jensen (2014-)

## 'Fredede' numre
- Nr 2 Tommy Samuelsson
- Nr 5 Håkan Loob
- Nr 9 Thomas Rundqvist
- Nr 9 Ulf Sterner
- Nr 21 Jörgen Jönsson